# 立山橋
立山橋（たてやまばし）は、富山県中新川郡立山町と富山市を結ぶ、常願寺川に架かる富山県道35号立山山田線の桁橋である。車道橋と歩道橋で構成される。

## 概要
- 左岸：富山県富山市上滝[1]
- 右岸：富山県中新川郡立山町岩峅寺[1]
- 形式 - 連続合成鈑桁橋[2]
- 橋長 - 345.8 m[1]
- 幅員 - 7.5 m（歩道橋を含む）[1]

右岸橋詰めには岩峅寺の雄山神社がある、左岸にはかつて大川寺遊園が所在していた。

## 沿革
1887年（明治20年）に最初の木製の有料の吊橋が架けられた。当初の名称は『新川橋』であった。1906年（明治39年）3月に長さ198.16間（340m）、幅2間（3.6m）の木鉄混合の吊り橋（賃取橋）に架け替えられ、1916年（大正5年）に、現在の『立山橋』に改称された（水橋に所在していた立山橋は、これに伴い『東西橋』に改称している）。1927年（昭和2年）、県費により木鉄吊橋（岩峅寺側が土橋）に架け替えられ、1963年（昭和38年）に、現在の橋に架け替えられた。